# Adaminaby
Adaminaby est un hameau de Nouvelle-Galles du Sud en Australie, sur la Snowy Mountains Highway. Il compte 234 habitants en 2006.

## Géographie
Adaminaby se trouve à 402 kilomètres de Sydney et à 140 kilomètres de Canberra. Situé à 1017 m d'altitude dans l'est des Snowy Mountains de la cordillère australienne, la ville est proche du site historique de Kiandra et de Cabramurra (la ville la plus haute d'Australie). Elle a une superficie de 378,85 km2

## Histoire

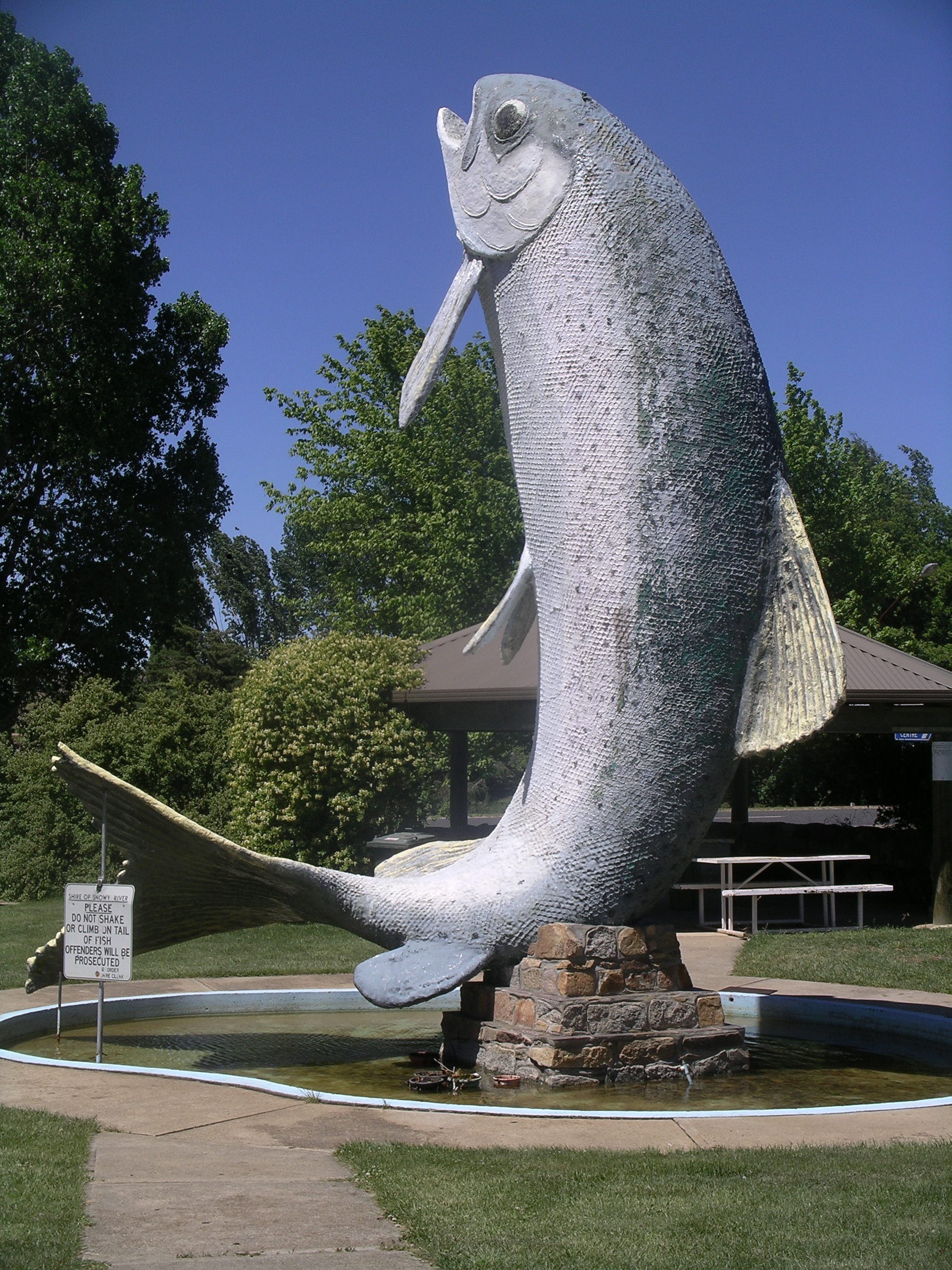
La Grosse Truite en 2005.

Adaminaby a commencé à se développer comme centre agricole pendant les années 1830. L'agriculture de moutons et de bétail demeure une industrie importante. On pense que Banjo Paterson a peut-être basé le cavalier héroïque du poème The Man From Snowy River (1890) sur Charlie McKeahnie (en) d'Adaminaby.
Le village a été transféré à son nouvel emplacement en 1957, lors de la construction des aménagements hydroélectriques des Snowy Mountains (Snowy Mountains Hydro-Electric Scheme). La localité d'origine a été inondée par le Lac Eucumbene. Situé dans la région des Snowy Mountains, la plus haute du continent australien, le Snowy Scheme a été mené entre 1949 et 1974. Il a comporté la déviation de cours d'eau pour produire de l'électricité pour les villes du sud-est et irriguer l'intérieur sec du pays. Seize barrages importants, sept centrales importantes (deux au fond), une station de pompage, 145 km de tunnels traversant les montagnes et 80 km d'aqueducs ont été construits.
Adaminaby est un endroit apprécié par les pêcheurs. Il est situé près du Parc national du Kosciuszko, de la ville historique de Kiandra et de la station de ski Selwyn Snowfields.

## Sources et références
- (en) Cet article est partiellement ou en totalité issu de l’article de Wikipédia en anglais intitulé « Adaminaby » (voir la liste des auteurs).

1. ↑  « Map of Adaminaby, Australia »
2. ↑  « Barcroft Henry Boake - Australian History, Australian bush poet », sur boake.net (consulté le 15 mai 2021).
3. ↑  (fr) http://www.persee.fr/web/revues/home/prescript/article/rga_0035-1121_1992_num_80_2_3673